# Chetogena micronychia
Chetogena micronychia är en tvåvingeart som först beskrevs av Francis Masson 1969.  Chetogena micronychia ingår i släktet Chetogena och familjen parasitflugor. Inga underarter finns listade i Catalogue of Life.